# Saint-Laurent (stacja metra)
Saint-Laurent – stacja metra w Montrealu, na linii zielonej. Obsługiwana przez Société de transport de Montréal (STM). Znajduje się w śródmieściu w dzielnicy Ville-Marie.